# Poshnjë
Poshnjë is een plaats en voormalige gemeente in de stad (bashkia) Dimal in de prefectuur Berat in Albanië. Sinds de gemeentelijke herindeling van 2015 doet Poshnjë dienst als deelgemeente en is een bestuurseenheid zonder verdere bestuurlijke bevoegdheden. Het dorp telde bij de census van 2011 7.375 inwoners.